# Idioma protocircasiano
El protocircasiano es el ancestro común reconstruido de las lenguas circasianas.

## Gramática

### Números
| Español | Protocircasiano | Protocircasiano | Ubijé  | Ubijé    | Adigués | Adigués  | Cabardino | Cabardino | Besleney | Besleney |
| Español | AFI             | Cirílico        | AFI    | Cirílico | AFI     | Cirílico | AFI       | Cirílico  | AFI      | Cirílico |
| ------- | --------------- | --------------- | ------ | -------- | ------- | -------- | --------- | --------- | -------- | -------- |
| Uno     | zə              | зы              | za     | зэ       | zə      | зы       | zə        | зы        | zə       | зы       |
| Dos     | tʷʼə            | тӏу             | tʼqʷʼa | ткъӏуа   | tʷʼə    | тӏу      | tʷʼə      | тӏу       | tʼəw     | тӏу      |
| Tres    | ɕə              | щы              | ʂa     | шъа      | ɕə      | щы       | ɕə        | щы        | ɕə       | щы       |
| Cuatro  | pt͡ɬʼə           | птлӏы           | pʼɬʼə  | плӏы     | pɬʼə    | плӏы     | pɬʼə      | плӏы      | pt͡ɬʼə    | птлӏы    |
| Cinco   | txʷə            | тху             | ɕxə    | щхы      | tfə     | тфы      | txʷə      | тху       | txʷə     | тху      |
| Seis    | xə              | хы              | fə     | фы       | xə      | хы       | xə        | хы        | xə       | хы       |
| Siete   | bɮə             | блы             | blə    | бльы     | bɮə     | блы      | bɮə       | блы       | bɮə      | блы      |
| Ocho    | jə              | и               | ʁʷa    | гъуа     | jə      | и        | jə        | и         | jə       | и        |
| Nueve   | bʁʷə            | бгъу            | bʁʲə   | бгъьу    | bʁʷə    | бгъу     | bʁʷə      | бгъу      | bʁʷə     | бгъу     |
| Diez    | pʃʼə            | пшӏы            | ʑʷə    | жъуы     | pʃʼə    | пшӏы     | pɕʼə      | пщӏы      | pʃʼə     | пшӏы     |